# رموز الشيوعية
تمثل الرمزية الشيوعية مجموعة متنوعة من الموضوعات، بما في ذلك الثورة أو البروليتاريا أو الفلاحين أو الزراعة أو التضامن الدولي.
تستخدم الدول والأحزاب والحركات الشيوعية هذه الرموز للتقدم وخلق التضامن داخل قضيتها. غالبًا ما تظهر هذه الرموز باللون الأصفر على خلفية حمراء. تضمن علم الاتحاد السوفيتي نجمة حمراء مخططة باللون الأصفر ومطرقة ومنجل أصفر على اللون الأحمر. ستضم أعلام ترانسنيستريا وفيتنام والصين وكوريا الشمالية وأنغولا وموزمبيق جميعها رمزية مماثلة في ظل الحكم الشيوعي.
أصبحت المطرقة والمنجل رمزا لعموم الشيوعية[بحاجة لمصدر], يظهر على أعلام معظم الأحزاب الشيوعية حول العالم. بعض الأحزاب لديها نسخة معدلة من المطرقة والمنجل كرمز لها، مثل حزب العمال الكوري الذي يتضمن مطرقة تمثل العمال الصناعيين، ومجارف زراعية تمثل العمال الزراعيين، وفرشاة (أداة كتابة تقليدية) تمثل النخبة.
في المجر، لاتفيا وإندونيسيا وبولندا وأوكرانيا وليتوانيا، تُحظر الرموز الشيوعية ويُعد عرضها في الأماكن العامة للاستخدام غير التعليمي جريمة جنائية.

## المطرقة والمنجل
المطرقة تعني الطبقة العاملة الصناعية، والمنجل يمثل العمال الزراعيين، وبالتالي يمثلون معًا وحدة المجموعتين.[بحاجة لمصدر]
تم استخدام المطرقة والمنجل لأول مرة خلال الثورة الروسية عام 1917, لكنها لم تصبح الرمز الرسمي للجمهورية الاشتراكية الاتحادية السوفيتية حتى عام 1924[بحاجة لمصدر] منذ الثورة الروسية، أصبحت المطرقة والمنجل تمثل مختلف الأحزاب الشيوعية والدول الشيوعية.

## النجمة الحمراء
النجمة الحمراء الخماسية هي رمز للشيوعية وكذلك الاشتراكية الأوسع بشكل عام. كانت النجمة الحمراء رمزًا ثوريًا بعد ثورة أكتوبر وبعد الحرب الأهلية في روسيا.[بحاجة لمصدر] تم استخدامه على نطاق واسع من قبل الأحزاب المقاومة للفاشية والمنظمات الاشتراكية السرية في أوروبا قبل وأثناء الحرب العالمية الثانية. خلال الحرب، تم استخدام النجمة الحمراء بشكل بارز كرمز لقوات الجيش الأحمر للاتحاد السوفيتي في مواجهة القوات الغازية لألمانيا النازية والقضاء عليها من أوروبا الشرقية، وتحقيق النصر المطلق وإنهاء الحرب في معركة برلين.[بحاجة لمصدر] أدرجت معظم الولايات في الكتلة الشرقية النجمة الحمراء في رموز الدولة للدلالة على طبيعتها الاشتراكية.
في حين لا يوجد رمز أصلي معروف وراء النجم الأحمر بخلاف كونه رمزًا سياسيًا عالميًا،[بحاجة لمصدر] في الاتحاد السوفياتي، اكتسب النجم الأحمر رمزية أكثر دقة حيث يمثل الحزب الشيوعي وموقعه على العلم فوق المطرقة والمنجل الموحد يرمز إلى الحزب الذي يقود الطبقة العاملة السوفيتية في بناء الشيوعية.[بحاجة لمصدر] اليوم، يتم استخدام النجمة الحمراء من قبل العديد من الأحزاب والمنظمات الاشتراكية والشيوعية في جميع أنحاء العالم.

## العلم الأحمر
غالبًا ما يُرى العلم الأحمر جنبًا إلى جنب مع الرموز الشيوعية الأخرى وأسماء الأحزاب. يستخدم العلم في مختلف التجمعات الشيوعية والاشتراكية مثل عيد العمال. العلم، كونه رمزًا للاشتراكية نفسها، يرتبط أيضًا بشكل شائع بمتغيرات الاشتراكية غير الشيوعية.
للعلم الأحمر معانٍ متعددة في التاريخ. إنها مرتبطة بالشجاعة والتضحية والدم والحرب بشكل عام، لكنها استخدمت لأول مرة كعلم للتحدي. اكتسب العلم الأحمر ارتباطه الحديث بالشيوعية في الثورة الفرنسية عام 1871.[بحاجة لمصدر] بعد ثورة أكتوبر، تبنت الحكومة السوفيتية العلم الأحمر بمطرقة ومنجل متراكب كعلمها الوطني. منذ ثورة أكتوبر، استخدمت دول وحركات اشتراكية مختلفة العلم الأحمر.

## العلم الأحمر والأسود
كان العلم الأحمر والأسود رمزًا للحركات الشيوعية العامة، على الرغم من استخدامها عمومًا من قبل الشيوعيين الأناركيين. تم استخدام العلم كرمز للأناركيين النقابيين خلال الحرب الأهلية الإسبانية. يمثل الأسود اللاسلطوية ويمثل اللون الأحمر المثل اليسارية والاشتراكية.  بمرور الوقت، امتد العلم إلى حركات يسارية دولتية، وتشمل هذه الحركات الساندينيستا وحركة 26 يوليو، حيث لم يتم تقسيم ألوان الأعلام قطريًا، ولكن أفقيًا كما في حالة الساندينيين، فقد تبنوا العلم بسبب الجذور الأناركية للحركة.

## جيريليرو هيرويكو
هذه الصورة الشهيرة التي التقطها المصور ألبرتو كوردا لتشي جيفارا في عام 1960 أصبحت رمزا عالميا للثورة. يمكن العثور على هذه الصورة على القمصان، والأعلام، والقبعات، وفي فن الشارع، والمحاكاة الساخرة في وسائل الإعلام الشعبية، وحتى في مناطق الحكم الذاتي في تشياباس، المكسيك، التي تسيطر عليها EZLN.

## الأممية
الأممية هي نشيد للحركة الشيوعية. إنها واحدة من أكثر الأغاني المعترف بها عالميًا وقد تمت ترجمتها إلى كل لغة منطوقة تقريبًا. لازمتها الفرنسية الأصلية هي C'est la lutte finale / Groupons-nous et demain / L'Internationale / Sera le genre humain (بالعربية: هذا هو النضال الأخير / لنجمع معًا وغدًا / الدولي / هل سيكون الجنس البشري). غالبًا ما تغنى بقبضة مرفوعة.
استخدم الشيوعيون الأغنية في جميع أنحاء العالم منذ أن تم تأليفها في القرن التاسع عشر وتم تبنيها كنشيد رسمي للأممية الثانية. أصبح لاحقًا نشيدًا لروسيا السوفياتية عام 1918 والاتحاد السوفيتي عام 1922. تم استبداله كنشيد الاتحاد السوفيتي في عام 1944 مع اعتماد نشيد الدولة للاتحاد السوفيتي، والذي وضع مزيدًا من التركيز على الوطنية. تم غناء الأغنية أيضًا في تحد للحكومات الشيوعية، كما هو الحال في جمهورية ألمانيا الديمقراطية في عام 1989 قبل إعادة التوحيد وكذلك في جمهورية الصين الشعبية خلال احتجاجات ميدان تينانمين في نفس العام.

## المحراث (أو المحراث المرصع بالنجوم)
على الرغم من أنه ليس رمزًا شيوعيًا حصريًا، إلا أن المحراث أو المحراث النجمي، هو رمز للاشتراكية الأيرلندية. قد يكون لها نفس جذور المطرقة والمحراث الأصليين اللذين تم استبدالهما بالمطرقة والمنجل في روسيا السوفيتية.[بحاجة لمصدر] كانت أهمية اللافتة هي أن العمال الأحرار في جمهورية أيرلندا سوف يتحكمون في مصيرهم من المحراث إلى النجوم وأن السيف المزور في المحراث سيعني تكرار الحرب مع إنشاء أممية اشتراكية. يصور العلم الدب الأكبر، وهو جزء من كوكبة الدب الأكبر المعروفة باسم "The Plow" في أيرلندا وبريطانيا العظمى.[بحاجة لمصدر] يعتبر The Plow أحد أبرز معالم سماء الليل فوق أيرلندا على مدار العام. تم الكشف عن هذا في عام 1914 ونفذته ميليشيا العمال الاشتراكيين (جيش المواطن الأيرلندي) خلال انتفاضة عيد الفصح عام 1916.
في الصين، علم المحراث، وهو علم أحمر مع محراث أبيض أو أصفر، يستخدم على نطاق واسع في فترة الحرب الأهلية الثورية الأولى كعلم لجمعيات الفلاحين الصينيين، وهي منظمة يقودها الحزب الشيوعي الصيني. يعتقد أن Peng Pai كان أول مستخدم في عام 1923 في جمعية الفلاحين في Hailufeng. يحتوي علم Plow على العديد من الإصدارات المختلفة ويتم دمج بعضها مع علم Blue Sky أو White Sun أو Red Field; البعض الآخر يختلف في تفاصيل المحراث.

## شعارات النبالة الاشتراكية

سعى القادة السوفييت إلى تمييز شاراتهم عن الشعارات التي استخدمها الإمبراطور الروسي والأرستقراطية حيث قاموا باستبدال وحذف أدوات الشعارات التقليدية, مستبدلين شعارًا لا يتوافق مع الممارسات الأوروبية التقليدية

تباعدت العديد من الحكومات الشيوعية عمدًا عن الأشكال التقليدية لشعارات النبالة الأوروبية من أجل إبعاد نفسها عن الأنظمة الملكية التي تم استبدالها عادةً، مع اعتبار شعارات النبالة بمثابة رموز للملوك. وبدلاً من ذلك، اتبعوا نمط الشعارات الوطنية التي تم تبنيها في أواخر العشرينيات وأوائل العشرينات من القرن الماضي في روسيا السوفيتية والاتحاد السوفيتي.[بحاجة لمصدر]
شعارات النبالة الاشتراكية، والتي تسمى أيضًا شعارات النبالة الشيوعية، هي اسم عام لأنماط التصميم الشائعة للشعارات الوطنية التي تتبناها الدول الشيوعية. على الرغم من أن معظم هذه الأجهزة يطلق عليها عادة شعارات النبالة، إلا أن معظم هذه الأجهزة ليست في الواقع شعارات من النبالة بالمعنى التقليدي للشعار، ولكن الأنماط الشائعة المعروفة أدت إلى استخدام المصطلح غير الرسمي «شعارات النبالة الاشتراكية».[بحاجة لمصدر]

## رموز شيوعية أخرى
على الرغم من أنها ليست بالضرورة شيوعية بطبيعتها، إلا أنه غالبًا ما يتم دمج العناصر الرسومية التالية في أعلام وأختام ودعاية الدول والحركات الشيوعية.
- الموسيقى الثورية وكذلك الموسيقى الاحتجاجية. يقع Internationale تحت هذه الفئة.
- الواقعية الاشتراكية، أسلوب فني تطور في الاتحاد السوفيتي.
- الأدوات البروليتارية المتقاطعة، بما في ذلك اللقطات، والمعاول، والمناجل، وفي حالة حزب العمال الكوري، فرشاة لتمثيل المثقفين. تنتمي المطرقة والمنجل في كل مكان أيضًا إلى هذه الفئة.
- الشمس المشرقة، المتمثلة في شعارات الدولة للاتحاد السوفيتي وتركمانستان وكرواتيا ورومانيا والحركة الاشتراكية اليونانية.
- عجلات مسننة، متمثلة في شعاري أنغولا والصين.
- أكاليل القمح والقطن والذرة أو المحاصيل الأخرى، تظهر على شعارات كل دولة تاريخية حكمها الشيوعيون تقريبًا.
- تشابه الكرز من Le Temps des cerises المتمثل في شعار الحزب الشيوعي في بوهيميا ومورافيا.
- بندقية مثل أيه كيه-47 على علم موزمبيق وموسين على ليك ألباني.
- لافتات حمراء ذات حروف صفراء متمثلة في شعاري فيتنام والاتحاد السوفيتي.
- النجوم الحمراء أو الصفراء، ربما تكون الرمز الشيوعي الأكثر شيوعًا وراء المطرقة والمنجل.
- كتب مفتوحة، متمثلة في شعارات الدولة لموزمبيق وأنغولا وأفغانستان؛ وكذلك على شعارات الأحزاب الشيوعية في روسيا وأوكرانيا.
- المصانع أو المعدات الصناعية، متمثلة في شعارات كوريا الشمالية والبوسنة والهرسك وكمبوتشيا الديمقراطية وشعار الحزب الشيوعي الأمريكي وأذربيجان.
- مناظر طبيعية متمثلة في شعارات أرمينيا ومقدونيا ورومانيا وكاريلو-فنلندا.
- المشاعل، متمثلة في شعار يوغوسلافيا.
- السيف والدرع المتمثلان في شعار اللجنة السوفيتية لأمن الدولة والوطن الأم.
- الصليب والمنجل، رموز الشيوعية المسيحية والاشتراكية المسيحية
- صور للعديد من القادة الشيوعيين، مثل فلاديمير لينين، جوزيف ستالين، ماو تسي تونغ، جوزيب بروز تيتو، إلخ.
  - صورة تشي جيفارا، على وجه الخصوص كما تظهر في غيريليرو هيروويكو (“Heroic Guerilla”), هي رمز مشترك للثورة الكوبية،[13] :19 الغيفارية، والثورة بشكل عام.:73[14]
- الذراع والمطرقة المتمثلة في شعار حزب العمل الاشتراكي الأمريكي

من الأمثلة البارزة على الدول الشيوعية التي لا تستخدم صورًا شيوعية صريحة على أعلامها أو شعاراتها أو غيرها من الرسوم البيانية، كوبا وجمهورية بولندا الشعبية السابقة.

## المعرض
أمثلة على هذه الرموز قيد الاستخدام.

### المطرقة والمنجل

علم الحزب الشيوعي الصيني
علم الجيش الأحمر للعمال والفلاحين الصينيين  [لغات أخرى]‏
علم الاتحاد السوفيتي
شعار الدولة الأول للاتحاد السوفيتي (1923-1936)
شعار الجمهورية الأوزبكية الاشتراكية السوفياتية
علم حزب العمال الكوري بمطرقة ومنجل وفرشاة.
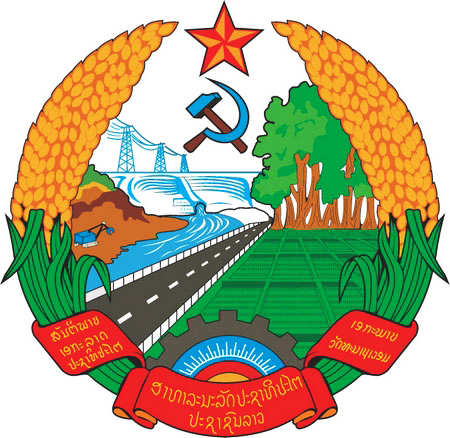
شعار دولة جمهورية لاو الديمقراطية الشعبية (1975-1991)
رمز الأممية الرابعة
علم حزب / جبهة التحرير الشعبي الثوري (تركيا)
رمز الحزب الشيوعي المكسيكي  [لغات أخرى]‏
رمز الحزب الشيوعي الأمريكي
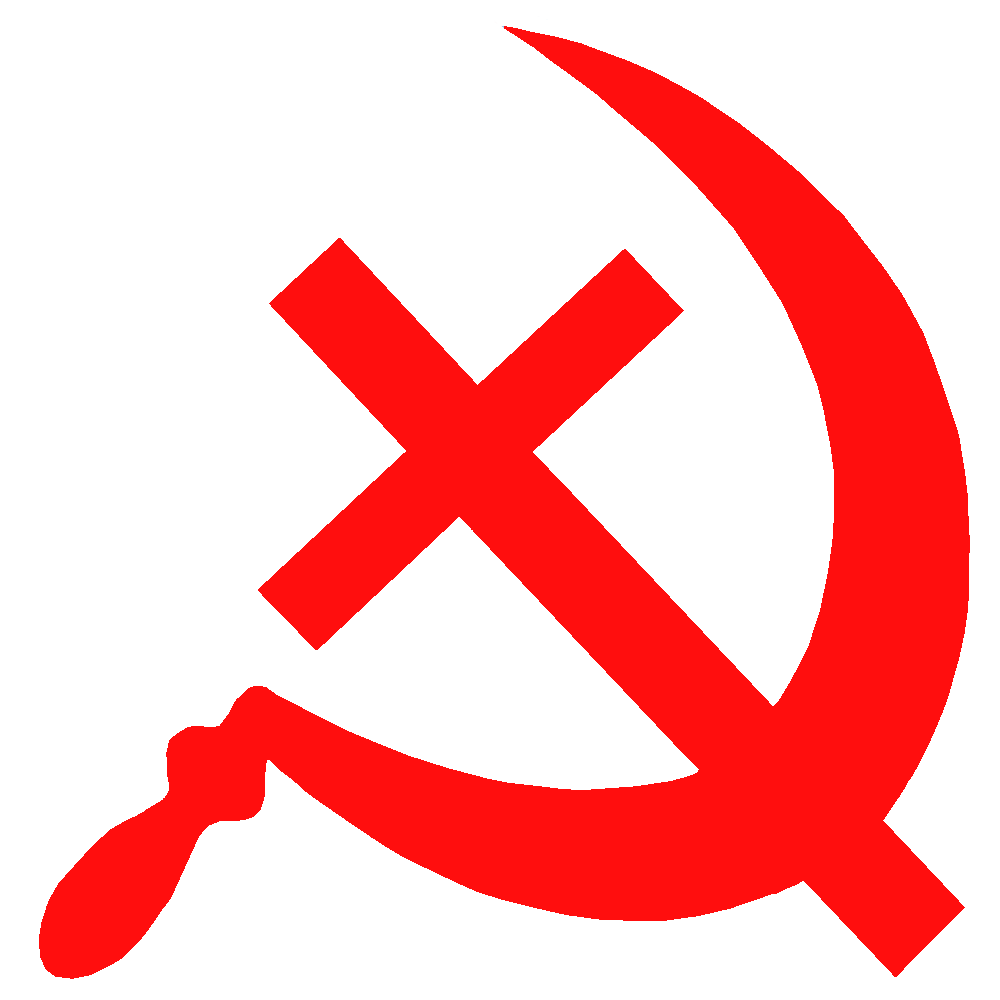
الصليب والمنجل ، رمز الشيوعية المسيحية والاشتراكية المسيحية
المطرقة والمنجل ، رمز الحزب الشيوعي الهندي (ماركسي)
علم الحزب الشيوعي البنغلاديشي  [لغات أخرى]‏

### نجمة حمراء

علم جمهورية بنين الشعبية (1975-1990)
شعار جيش التحرير الشعبي الصيني
علم كوريا الشمالية
شعار الجمهورية المجرية الشعبية (1957-1990)
شعار جمهورية القوقاز SFSR (1930-1936)
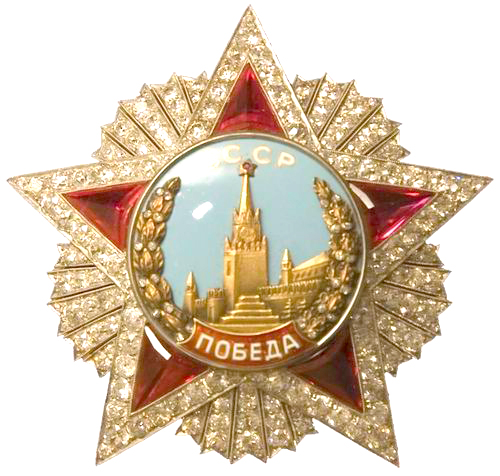
وسام النصر السوفياتي (1945)
شعار الحزب الاشتراكي الموحد الفنزويلي
علم اليمن الجنوبي
شعار جنوب اليمن (1970-1990)
علم جمهورية يوغوسلافيا الاتحادية الاشتراكية (1945-1992)
شعار جمهورية يوغوسلافيا الاتحادية الاشتراكية (1945-1992)
شعار فصيل الجيش الأحمر ( ألمانيا الغربية )
علم زاباتيستا وأيديولوجية Neozapatista
علم الجبهة الشعبية
علم حزب العمال الكردستاني
علم حزب الشباب العالمي  [لغات أخرى]‏

### العلم الأحمر والأسود

علم الكونفدرالية الوطنية ديل تراباجو (إسبانيا)
علم الساندينيستا (نيكاراغوا)
علم حركة 26 يوليو (كوبا)
علم جيش التحرير الوطني (كولومبيا)
علم القوات المسلحة المتمردة (غواتيمالا)
علم الحركة الثورية 13 نوفمبر (غواتيمالا)
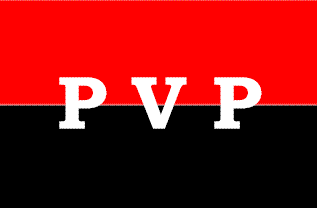
علم Partido por la Victoria del Pueblo (أوروغواي)  [لغات أخرى]‏
علم حركة اليسار الثوري (تشيلي)
علم الحركة الشعبية لتحرير أنغولا
علم عوامي التحريك (باكستان)  [لغات أخرى]‏
علم حزب بوتسوانا الديمقراطي
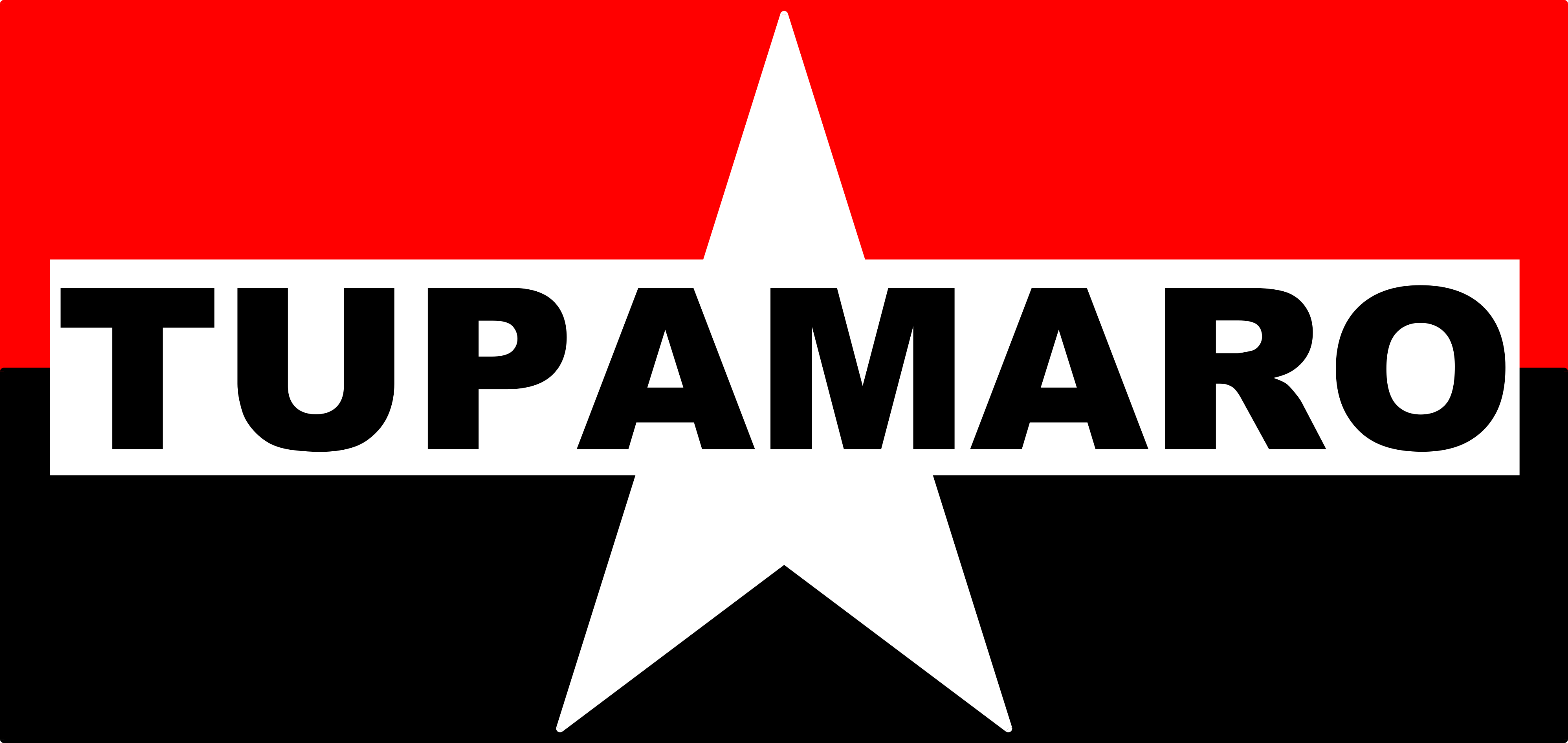
علم الحركة الثورية توبامارو (فنزويلا)  [لغات أخرى]‏
علم الحزب المتعنت (الأرجنتين)  [لغات أخرى]‏
شعار أنتيفا
علم أنغولا

### المحراث

علم المحراث النجمي الذي  [لغات أخرى]‏ يستخدمه جيش المواطن الأيرلندي  [لغات أخرى]‏
نسخة حديثة من Starry Plow
علم جمعية الفلاحين الصينيين  [لغات أخرى]‏
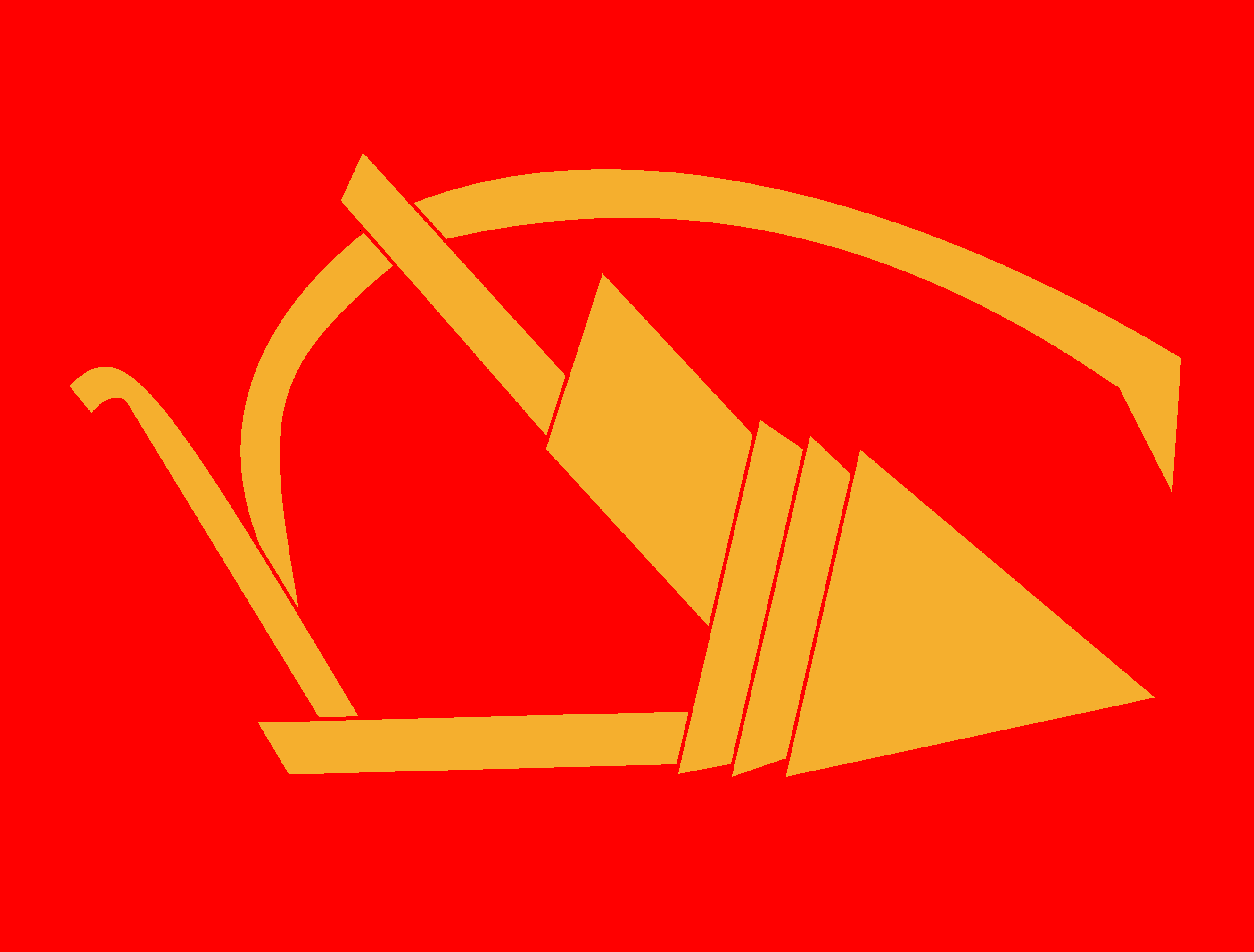
نسخة أخرى من العلم
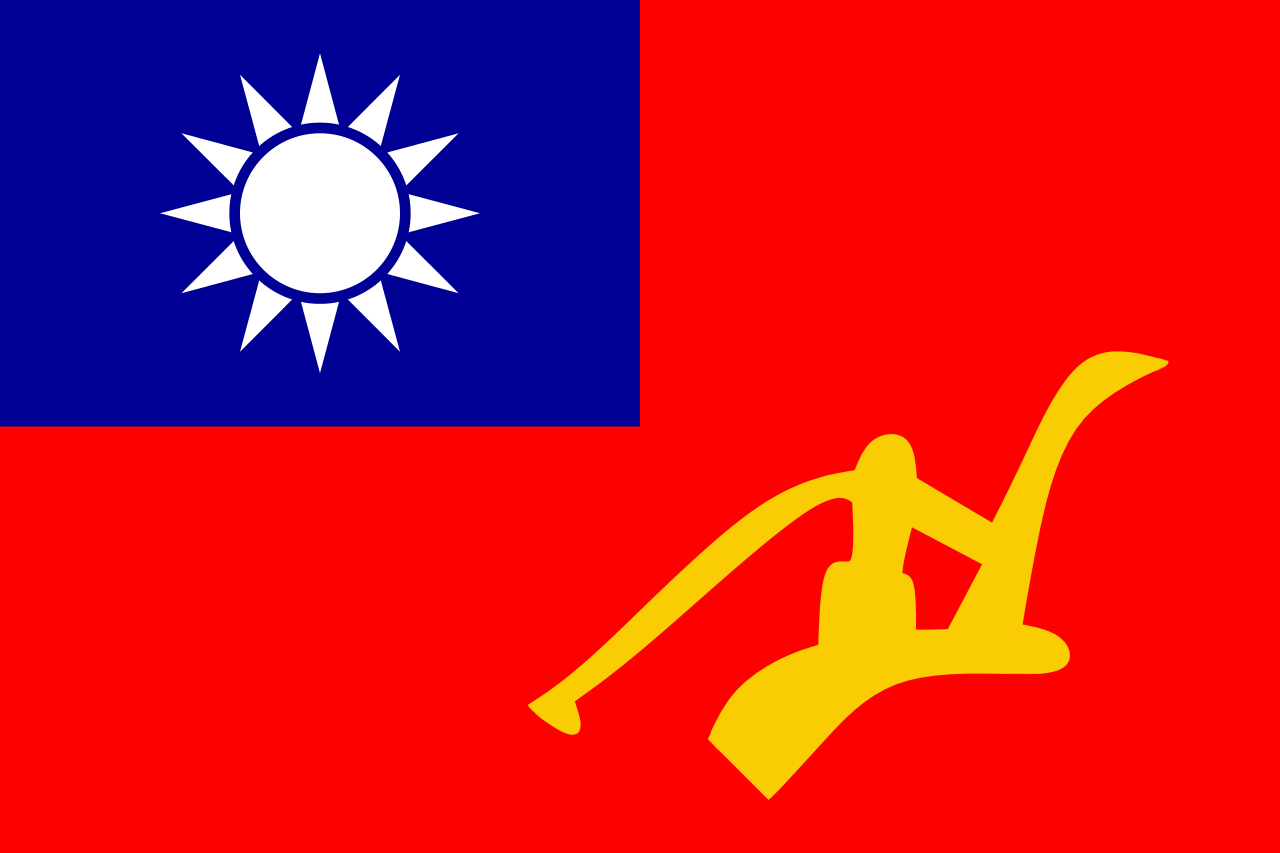
علم جمعية فلاحي قوانغدونغ خلال فترة الجبهة المتحدة الأولى
نجمة ومطرقة ومحراث للجيش الأحمر .

### رموز أخرى

علم فيتنام مثال للعلم الأحمر بنجمة ذهبية.
علم جمهورية الصين الشعبية .
دبوس للرواد الشباب  [لغات أخرى]‏ عليه صورة منمنمة لفلاديمير لينين
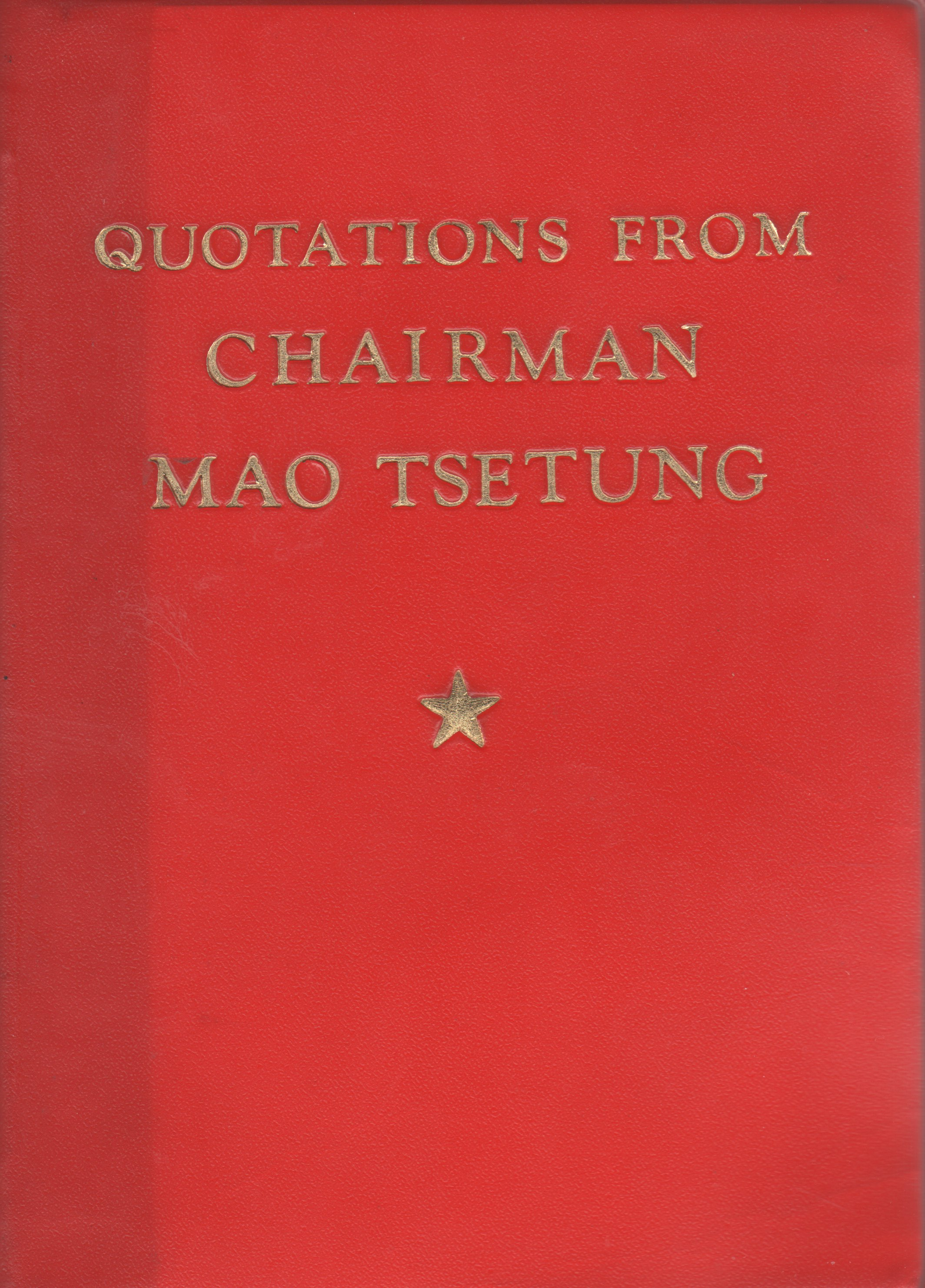
اقتباسات من الرئيس ماو تسي تونغ (المعروف أيضًا باسم " الكتاب الأحمر الصغير) ، المرتبط بالماوية
علم يضم "الرؤوس الثلاثة" لكارل ماركس وفريدريك إنجلز وفلاديمير لينين
"الرؤساء الأربعة" للماركسية: ماركس وإنجلز ولينين وستالين
صورة تشي جيفارا ، رمز الجيفارية
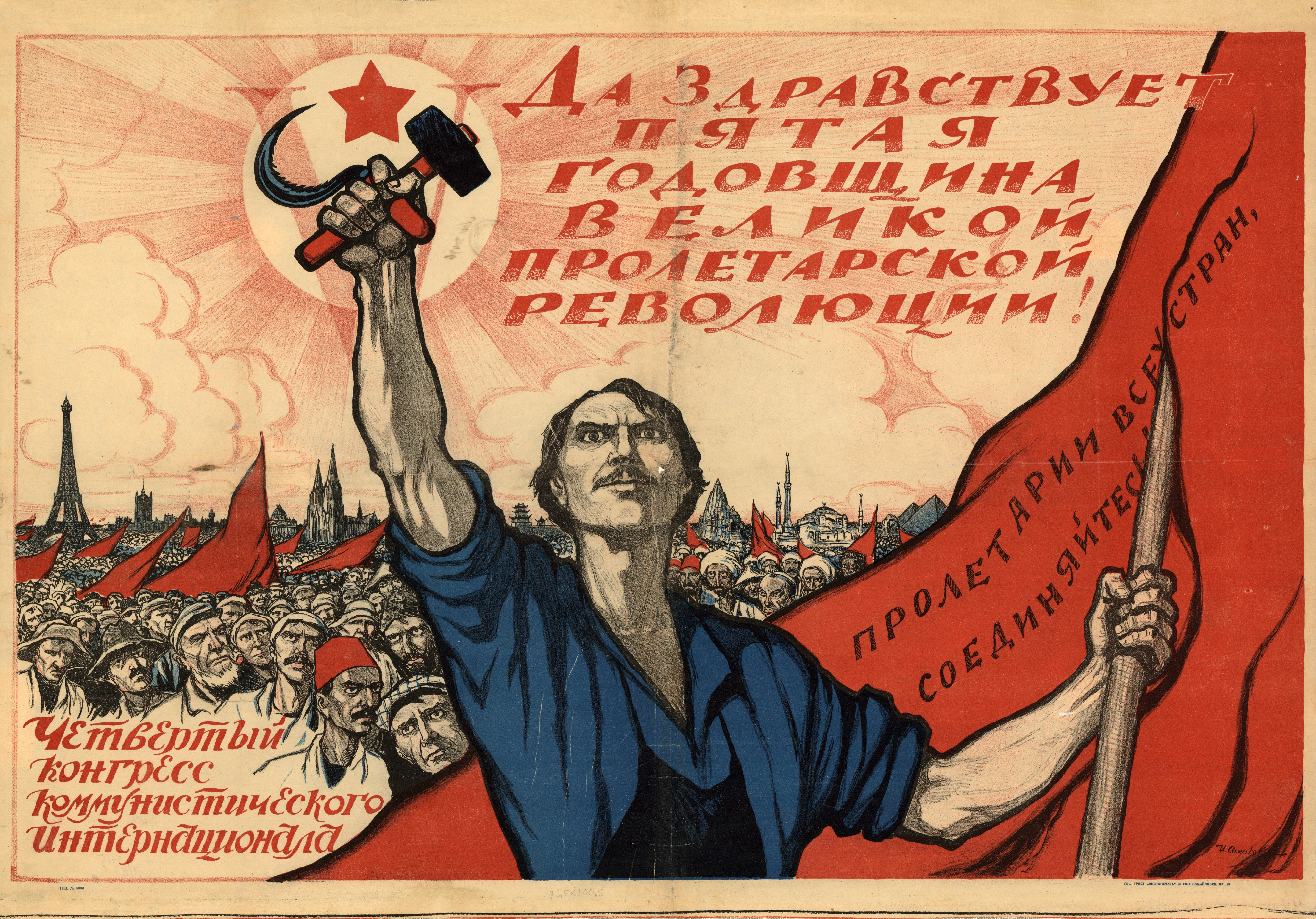
عامل ثوري بأسلوب الواقعية الاشتراكية
قبضة مرفوعة  [لغات أخرى]‏ منمنمة ، تُستخدم كرمز في حد ذاتها وكتحية.
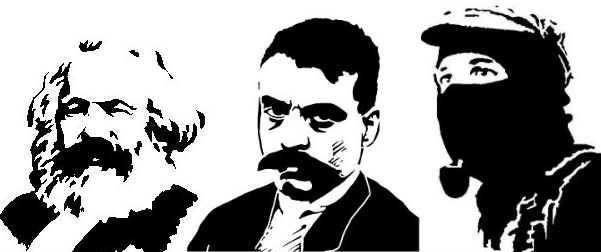
صور كارل ماركس وإميليانو زاباتا وسوبكوماندانت ماركوس ، وجميع الرموز المستخدمة في أيديولوجية نيوثاباتيسمو.
شارة الجيش الديموقراطي اليوناني  [لغات أخرى]‏ بحرف D (Δ)

## انظر أيضًا

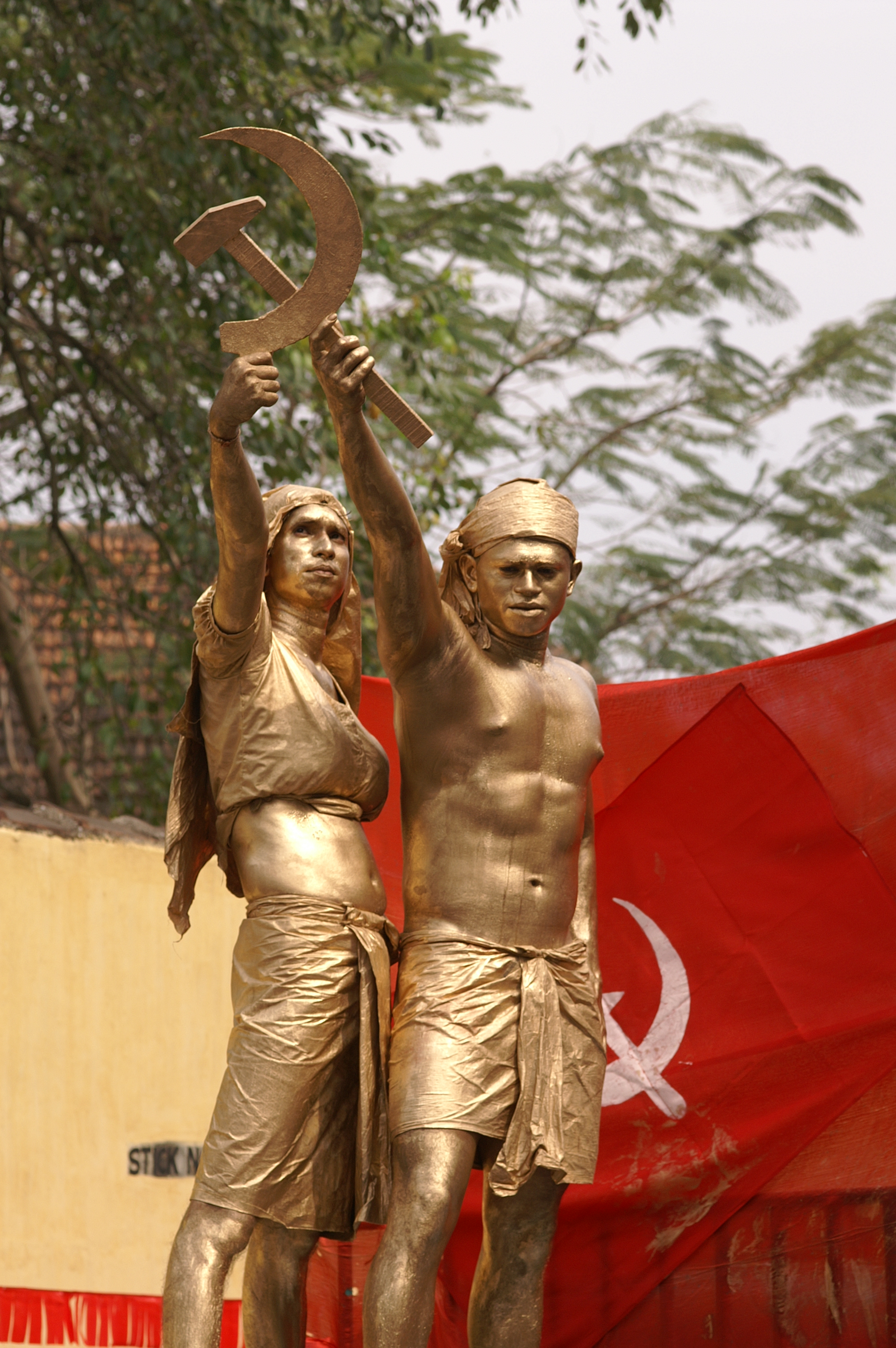
لوحة في تجمع شيوعي في ولاية كيرالا بالهند تظهر مزارعين يشكلان المطرقة والمنجل, أشهر رمز شيوعي

## فهرس
- آرفيدسون، ستيفان (2017). أسلوب وأساطير الاشتراكية: المثالية الاشتراكية، 1871-1914 . روتليدج.
- باريزون، سيلفيا، تشيكي، هانز يورغ ودول، نيكولا (2007). Kunst und Propaganda im Streit der Nationen 1930 - 1945: eine Ausstellung des Deutschen Historischen Museums Berlin in Zusammenarbeit mit The Wolfsonian-Florida International University . دريسدن: ساندشتاين.
- غريس، بوريس (2011 [1992]). الفن الكلي للستالينية: الطليعية والديكتاتورية الجمالية وما بعدها . كتب فيرسو.
- كينغ، ديفيد (2009). نجمة حمراء فوق روسيا: تاريخ مرئي للاتحاد السوفيتي من عام 1917 حتى وفاة ستالين: ملصقات وصور ورسومات من مجموعة ديفيد كينج . لندن: تيت.

## روابط خارجية
- «مدونة: قلب في عالم بلا سمع»